# Лама, Давид
Давид Лама (4 августа 1990, Инсбрук — 17 апреля 2019, Банф) — австрийский спортивный скалолаз и альпинист.

## Биография

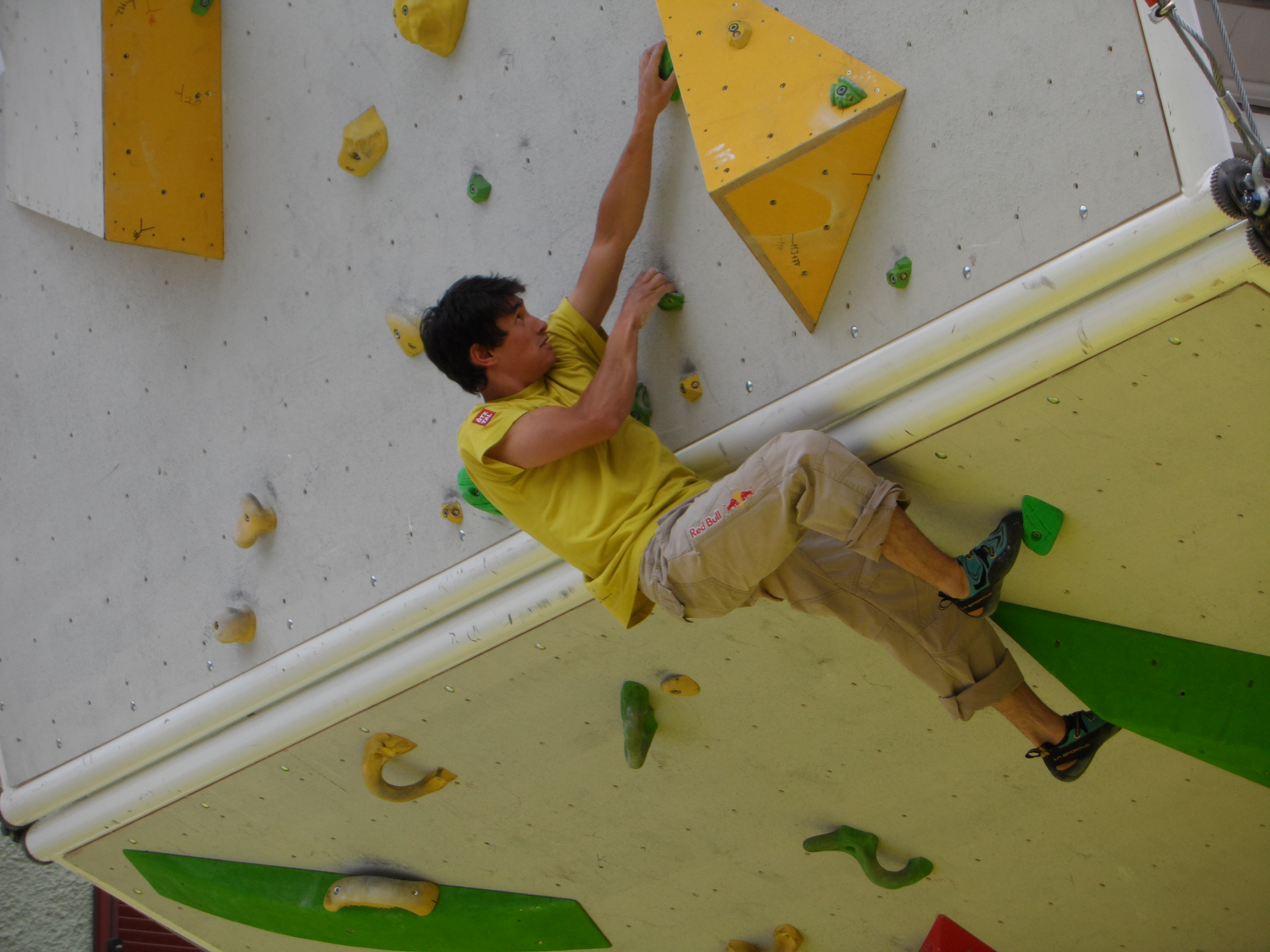
Давид Лама в 2014 году

Давид Лама родился 4 августа 1990 года в Инсбруке. Его отец — выходец из Непала, из района Джомолунгмы, а мать — уроженка Инсбрука. С шестилетнего возраста Давид занимался в группе австрийского альпинистского клуба в Инсбруке, его вдохновил знаменитый покоритель Гималаев Петер Хабелер, который заметил талант мальчика. Первым тренером Давида был Райнхольд Шерер, который тогда руководил небольшой группой из 8-10 детей. В этот период также появилось его прозвище «Fuzzy». В первом соревновании он принял участие в возрасте семи лет. Он стал самым молодым участником соревнования в Тельфсе, где достиг второго места. В девять лет он уже выиграл юниорский кубок альпинистского клуба. Свой первый маршрут 8а «Kindergarden» в Словении Лама прошёл в 10 лет. Он был на то время самым молодым альпинистом, прошедшим маршрут такого уровня сложности.
В 2004 и 2005 годах он выиграл европейский кубок среди юниоров, а также стал победителем молодежных чемпионатов мира в Эдинбурге и Пекине. В 2006 году он был первым альпинистом, которому удалось в своем первом сезоне выиграть Чемпионат мира по скалолазанию. 
После дальнейших побед в соревнованиях с 2010 года он сконцентрировался на альпинизме. Совместно с Петером Ортнером и Штефаном Зайгристом занимался первыми прохождениями сложных горных маршрутов. Его самым большим успехом является первое прохождение маршрута «Компрессор» на Серро-Торре с Петером Ортнером в 2012 году.
Давид Лама жил в городе Гётценс под Инсбруком.

## Смерть
16 апреля 2019 года Лама вместе с альпинистами Джессом Роскелли и Хансйоргом Ауэром попали в лавину на пике Хаус в хребте Вапутик в Канадских Скалистых горах. Группа прошла новый маршрут по восточному склону пика Хаус, одного из самых сложных скально-ледовых склонов Канады.
Фотографии с телефона Роскелли показывают, что трое альпинистов достигли вершины во вторник, 16 апреля, в 12:44. Их тела были найдены 21 апреля 2019 года. На основе фотографии, сделанной альпинистом из Канмора с трассы Icefields Parkway, можно сделать вывод, что над их маршрутом в большом снежном бассейне, куда стекает ледопад «Life by the Drop», обрывается большой карниз. Он сообщил, что образовавшаяся лавина сошла с юго-восточного склона в 1:58, через 31 минуту после того, как трое альпинистов достигли крутого кулуара над снежным бассейном, чтобы спуститься по своему маршруту. Их тела были извлечены из лавинного конуса под ледопадным маршрутом «Life by the Drop». Тонкий слой снега, покрывавший альпинистов, послужил ещё одним указанием на то, что причиной несчастного случая стал обрыв карниза.

## Книги
- High. Genial unterwegs an Berg und Fels. Knaus Verlag, München 2010, ISBN 978-3-8135-0386-9.
- Free. Der Cerro Torre, das Unmögliche und Ich. Knaus Verlag, München 2013, ISBN 978-3-8135-0390-6.